# Angelo Decembrio
Pour les articles homonymes, voir Decembrio.
Angelo Decembrio (né à Milan en 1415 et mort en un lieu inconnu après 1467) est un humaniste, écrivain et homme politique qui a commencé sa carrière à Ferrare, où il est arrivé en 1430.

## Biographie
Angelo Decembrio est le fils de Uberto Decembrio, traducteur de La République de Platon, lors de la première Renaissance et éclipsé parmi ses contemporains par son frère Pier Candido.  Il réside de nombreuses années à Ferrare où il étudie la médecine et la littérature auprès de Guarino da Verona. À partir de 1440, il partage son temps entre Ferrare et Mantoue.
Après la mort de Lionel d'Este en 1450, Angelo se déplace d'abord à Barcelone, puis reste un temps à la cour napolitaine d'Alphonse V d'Aragon, puis après la mort de celui-ci, retourne à Barcelone en 1458 à l'invitation de Charles d'Aragon. Détroussé par des bandits à la solde de Jacques d'Armagnac lors son voyage de retour à Ferrare, il détaille ses pertes, surtout tous les livres qu'il avait accumulé lors de son séjour à Barcelone, dans une lettre-catalogue adrésée à Borso d'Este.
En 1467, il  se voit offrir une chaire de grec à l'Université de Pérouse, mais il n'est pas certain qu'il l'ait acceptée, les informations le concernant manquant à partir de cette date.

## De politiæ litterariæ
Angelo Decembrio est surtout connu pour les sept livres de dialogues littéraires, de De politiæ litterariæ (imprimé en 1540), qui fournit une description de la vie littéraire à la cour de Lionel d'Este de Ferrare. Le sujet principal concerne la question de savoir comment réaliser et maintenir la caractéristique littéraire de l'homme civilisé dans un environnement courtois. Les dialogues de Decembrio concernent les aspects de cette idée centrale, prenant comme interlocuteurs  Leonello d'Este, échangeant avec Guarino de Vérone, Leon Battista Alberti et le poète Tito Vespasiano Strozzi. Ils débattent de la valeur comparative de la poésie ancienne et moderne, discutant de la qualité des œuvres d'art, et décrivant la bibliothèque idéale de la renaissance  et de son organisation,.
Cet ouvrage a été écrit après la mort de Lionel d'Este, à Naples ou en Espagne. Ce n'est pas un ouvrage de commande destiné à flatter l'orgueil du prince. Il offre une peinture intimiste du cercle humaniste de Ferrare, insistant sur le goût de Leonello pour ses collections d'objets précieux. Le prince y exprime librement ses goûts en matière de peinture et de sculpture, et notamment son intérêt pour le nu. Pour lui, le peintre doit s'exercer à un sujet sur lequel la nature s'est elle-même appliquée. Le nu lui permet de montrer son talent dépouillé de tout artifice. Son art en devient immortel car si les vêtements se démodent, la nature, elle, ne change pas.
Deux manuscrits de Politia litteraria  étaient conservés dans la Bibliothèque du Vatican, un a été perdu.